# Ana Macedo
Ana Macedo (Vila Nova de Gaia, 1985) é uma escritora de Portugal. 

## Biografia
Aprendeu a ler aos três anos, aos cinco queria ser escritora e aos catorze escreveu um romance que enviou para algumas editoras, até que uma delas o publicou. assim surgiu o romance Lágrimas Coloridas, fruto de uma maturidade precoce onde a autora partilha com o leitor a essência de si própria.
Seguiu-se o seu segundo livro, Sem Pecados na Culpa, que contém na contra-capa um comentário do ilustre psiquiatra Professor Daniel Sampaio. Este romance figura no "Rol de Livros do site LEITUR@GULBENKIAN", que reúne um vasto conjunto de recensões críticas sobre o que de mais relevante entre nós se edita desde os anos 60.
Em 2002, participou no concurso "Prémio de Literatura Juvenil Ferreira de Castro", obtendo a primeira menção honrosa em prosa.
Em 2009, concluiu a Licenciatura do curso de Saúde Ambiental, na "Escola Superior de Tecnologias da Saúde do Porto".
Está envolvida no projecto de uma nova banda, os Flat Major, como autora das letras das suas músicas e a terminar o seu próximo romance...

## Obras
- Lágrimas Coloridas
- Sem Pecados na Culpa